# Lac aux Feuilles
Lac aux Feuilles är en sjö i Kanada.   Den ligger i regionen Nord-du-Québec och provinsen Québec, i den östra delen av landet, 1 500 km norr om huvudstaden Ottawa.